# Trixagus extraneus
Trixagus extraneus là một loài bọ cánh cứng trong họ Throscidae. Loài này được Fisher miêu tả khoa học năm 1942.